# 贾奈尔·辛格·宾德兰瓦莱
贾奈尔·辛格·宾德兰瓦勒（羅馬化：Jaranaila Siṅgh Bhiḍarānvāle；1947年2月12日—1984年6月6日），也譯贾奈尔·辛格·宾德兰瓦勒，原名贾奈尔·辛格·布拉尔（Jarnail Singh Brar），是印度锡克教组织激进派别Damdami Taksal的领袖，领导并影响着旁遮普地区的锡克教徒，他招募那些信仰锡克教的年轻人，试图建立一个“卡利斯坦独立国运动”组织，理想中的卡里斯坦国是由锡克教人统治的。1981年，宾德兰瓦勒因涉嫌参与刺杀Hind Samachar集团创始人贾加特·纳拉因而被捕，后由于证据不足出狱，但仍然受到印度警方的严密监视。1984年，他率领武装组织以阿姆利则圣地金庙为军事总部对抗政府，而印度军方受当时的总理英迪拉·甘地之命执行“蓝星行动”，围剿庙内的分裂主义者，锡克教派武装分子。在与军方的对抗中，宾德兰瓦勒被打死。
宾德兰瓦勒在印度历史上一直是一个有争议的人物，有观点认为他是一位一直为争取锡克教最大利益而斗争的烈士，而另一种观点认为他是一个好战分子和极端主义者。

## 早年經歷
1947年6月2日，贾奈尔·辛格·布拉尔出生於旁遮普莫加縣羅代村（當時屬於法利德果德縣）的一個賈特錫克家庭。父親乔京德尔·辛格·布拉尔是一位农民，母亲为尼哈尔·考尔。